# Туранівська дача
Туранівська дача — заповідне урочище в Україні. Об'єкт Природно-заповідного фонду Сумської області.
Розташований в межах Воздвиженської сільської ради Ямпільського району на околиці с. Олине.
Площа урочища — 6,5 га. Статус надано 28.07.1970 року. Перебуває у віданні ДП «Свеський лісгосп» (Олінське лісництво, кв. 35, діл. 1).
Статус надано для охорони та збереження в природному стані ділянки лісового насадження дуба звичайного віком понад 120 років, що є зразком лісокультурної справи кінця ХІХ ст.